# وصيفية
الوصيفيّة هي تسريحة شعر سُميت تيمناً بما يُعتقد أنه قصة شعر الوصيف ‏ في أواخر العصور الوسطى. تتميز هذه التسريحة بشعر أملس يتدلى أسفل الأذن، حيث ينحني عادةً للأسفل. غالباً ما تكون هناك غرة في المقدمة. كانت هذه التسريحة شائعة في منتصف وأواخر سبعينيات وثمانينيات القرن العشرين.